# 法格拉达尔山
法格拉达尔山（冰島語：[ˈfaɣraˌtalsˌfjatl̥] ⓘ）是一座位于冰岛南半岛区的平顶火山，火山形成于末次冰期，距离雷克雅未克约40（25英里）。这座火山长16（10英里），宽5（3英里），处于斯威特森吉和克里叙维克地质监测中心的中间；该火山的最高峰是高385米（1,263英尺）的朗霍尔峰（[ˈlauŋkˌhoutl̥]）。2021年3月19日，这座休眠了815年的火山开始爆发，岩浆从位于法格拉達爾火山南部的格爾丁加達利爾的裂缝喷发口溢出。2021年该火山的喷发类型为溢流式喷发，喷发周期一直持续至2021年9月18日。

### 注解
1. ↑  [ˈsvar̥(t)sˌeiɲcɪ]
2. ↑  冰島語：